# Butia eriospatha
Butia eriospatha  es una especie de planta con flor , perteneciente a la familia de las palmeras (Arecaceae).

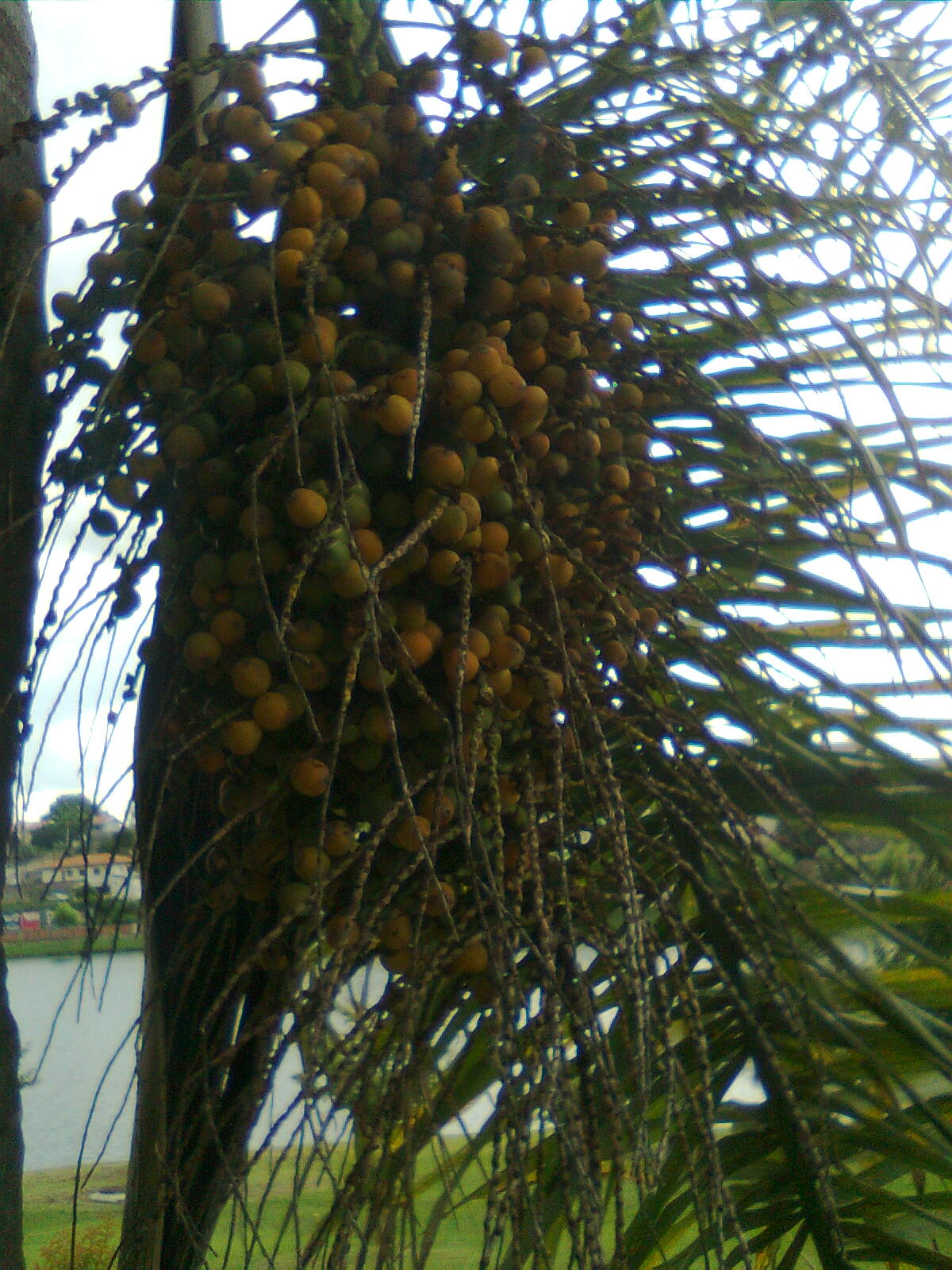
Frutos

## Ecología
Es endémica del extremo sudeste de Brasil;  palmera rústica, resiste  temperaturas de -12 C°. Es de zonas herbáceas y de bosques de Araucaria, entre los 700 y 1.200 m s. n. m.; con clima subtropical: inviernos con muy raras heladas, y veranos cálidos.  Es muy rara en cultivo.

## Descripción
Recuerda mucho a Butia capitata.
- Estípite solitario, largo, alcanza más de 6 m de altura; de color gris, y conserva mucho tiempo la base de los peciolos, que formaron a gruesas ramas.
- Hojas  péndulas, recurvadas, midiendo 2 m; y de coloración gris.
- Inflorescencias : su espata es recurvada, y con pelos lanosos, a diferencia de Butia capitata que es glabra. La inflorescencia porta las flores macho y hembra.

Está amenazada por pérdida de hábitat.

## Cultivo
Es de crecimiento algo lento. Soporta muy mal los suelos calcáreos. Se aclimata en áreas templadas, sin mucho frío invernal.

## Taxonomía
Butia eriospatha  fue descrita por (Mart. ex Drude) Becc.  y publicado en Agricoltura Coloniale 10: 496. 1916.
Etimología
Butia: nombre genérico que proviene del nombre vernáculo dado en Brasil a los miembros de este género.
eriospatha: epíteto latino que significa "espata lanuda".
Sinonimia
Los siguientes nombres se consideran sinónimos de Butia eriospatha:
- Cocos eriospatha Mart. ex Drude in C.F.P.von Martius & auct. suc. (eds.) (1881).
- Calappa eriospatha (Mart. ex Drude) Kuntze (1891).
- Syagrus eriospatha (Mart. ex Drude) Glassman (1970).
- Butia punctata Bomhard in H.P.Kelsey & W.A.Dayton (1942), nom. nud.